# Kraftstein (Naturschutzgebiet)
Das Naturschutzgebiet Kraftstein ist ein am 5. März 1986 durch Verordnung des Regierungspräsidiums Freiburg ausgewiesenes Naturschutzgebiet auf dem Gebiet der Stadt Mühlheim an der Donau in der Nähe des namensgebenden Weilers Kraftstein.

## Lage
Das Naturschutzgebiet liegt vollständig in der Gemeinde Mühlheim an der Donau im Landkreis Tuttlingen im Naturraum Hohe Schwabenalb. Es liegt auf einer Höhe von 850 m ü. NHN in den Schichten des Oberjura.

## Schutzzweck
Der wesentliche Schutzzweck laut Schutzgebietsverordnung ist die Erhaltung als „Lebensraum seltener und gefährdeter Tier - und Pflanzenarten und Tier - und Pflanzengesellschaften“ und als „eines vom Menschen geprägten Landschaftsteils von besonderer Eigenart und Schönheit“.

## Landschaftscharakter
Es handelt sich um ein Hochplateau auf dem Bräunisberg, das vollständig von einer Wacholderheide bedeckt ist.

## Flora und Fauna
Die Flora des Kraftstein entspricht im Wesentlichen der eines Kalk-Magerrasens der Schwäbischen Alb. Es gibt ein größeres Vorkommen des Gelben Enzians. Im Naturschutzgebiet Kraftstein brütet unter anderem die Heidelerche.

## Zusammenhängende Schutzgebiete
Das Naturschutzgebiet ist Teil des FFH-Gebiets Großer Heuberg und Donautal. Es liegt zudem im Naturpark Obere Donau und im Vogelschutzgebiet Südwestalb und Oberes Donautal.